# Wybory parlamentarne

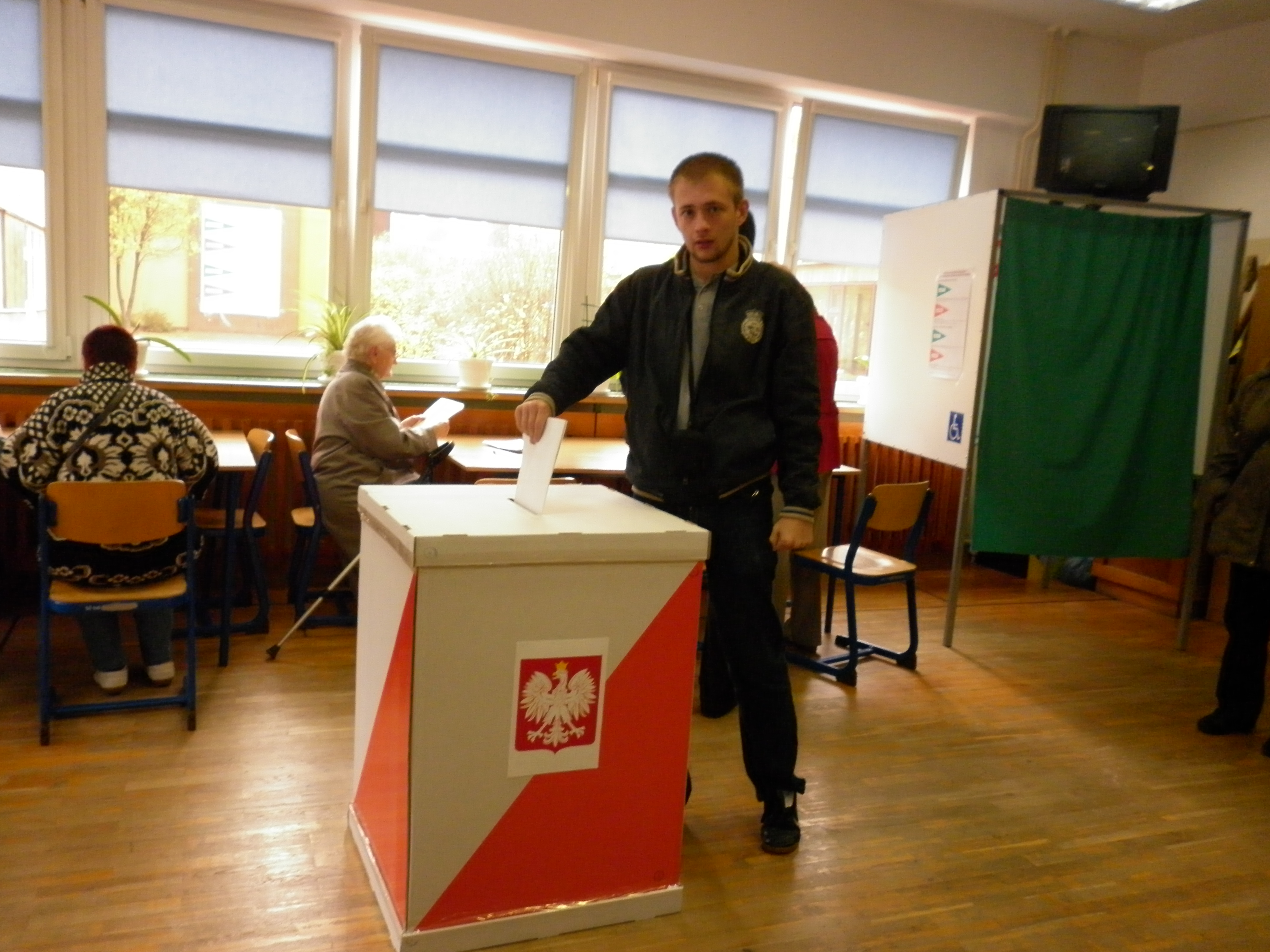
Wybory parlamentarne

Wybory parlamentarne – wybory, w trakcie których obywatele w drodze głosowania wybierają swych przedstawicieli w parlamencie. Zasadnicze znaczenie dla kształtu politycznego parlamentu ma ordynacja wyborcza, a więc zbiór przepisów określający sposób przeprowadzania wyborów oraz podział mandatów.